# Angie (filme)
Angie é um filme holandês dirigido por Martin Lagestee e lançado em 1993.